# De Tuin van Eden
De Tuin van Eden is een schilderij afkomstig uit het atelier van de Zuid-Nederlandse schilder Jheronimus Bosch in het Art Institute of Chicago in de Amerikaanse stad Chicago.

## Voorstelling

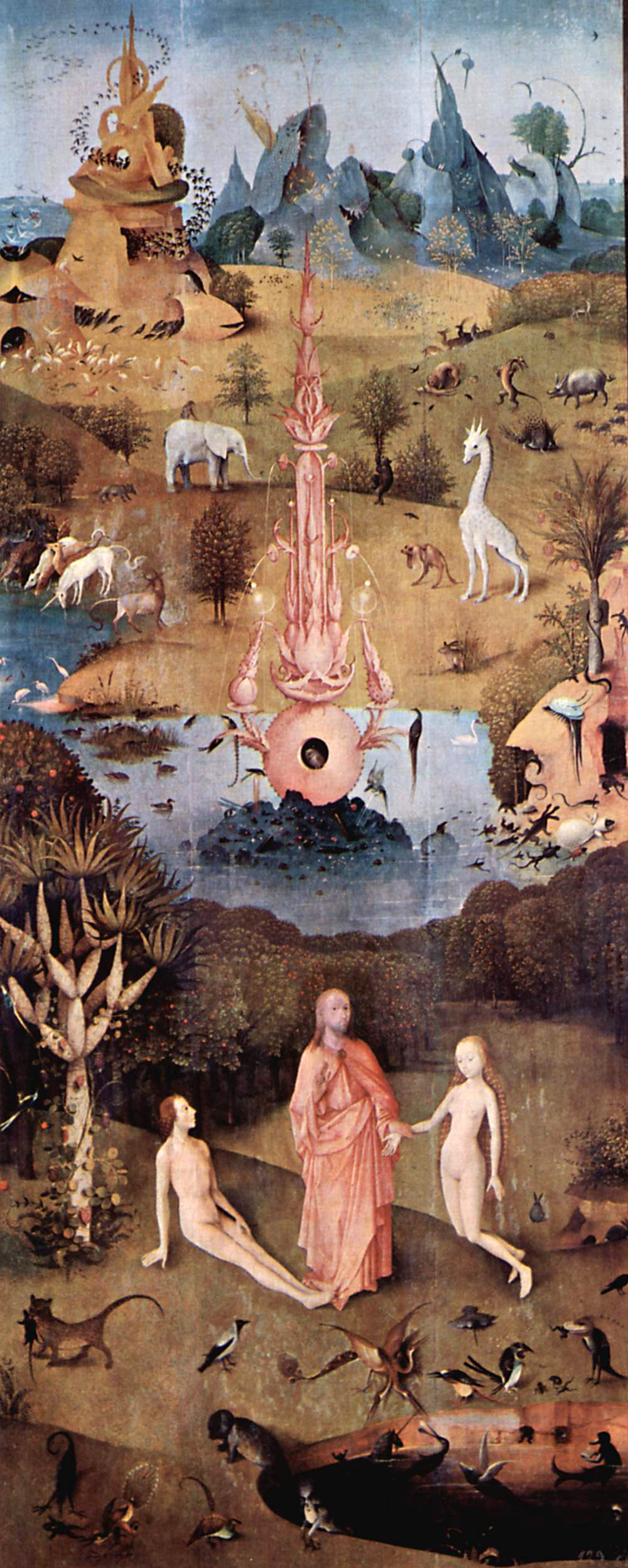
Jheronimus Bosch. Tuin der lusten, linker binnenluik. 1480-1490. Madrid, Museo del Prado.

Het stelt de Tuin van Eden voor, de plek die volgens de Bijbel bewoond werd door de eerste mensen, Adam en Eva. Adam en Eva staan op het schilderij drie keer afgebeeld. In het midden is te zien hoe God Eva schept uit de slapende Adam. Links is afgebeeld hoe Adam en Eva eten van de boom van de kennis van goed en kwaad en rechts de uiteindelijke verdrijving uit de Tuin van Eden door de cherubijn. Om aan te geven dat het hier gaat om een plek ver weg van de bewoonde wereld bestaat deze uit een landschap met exotische, deels verzonnen planten en dieren. In het midden bevindt zich de hoge en rijkversierde paradijsbron, waaruit een rivier ontspringt, die zich volgens de Bijbel vervolgens in vieren splitst.

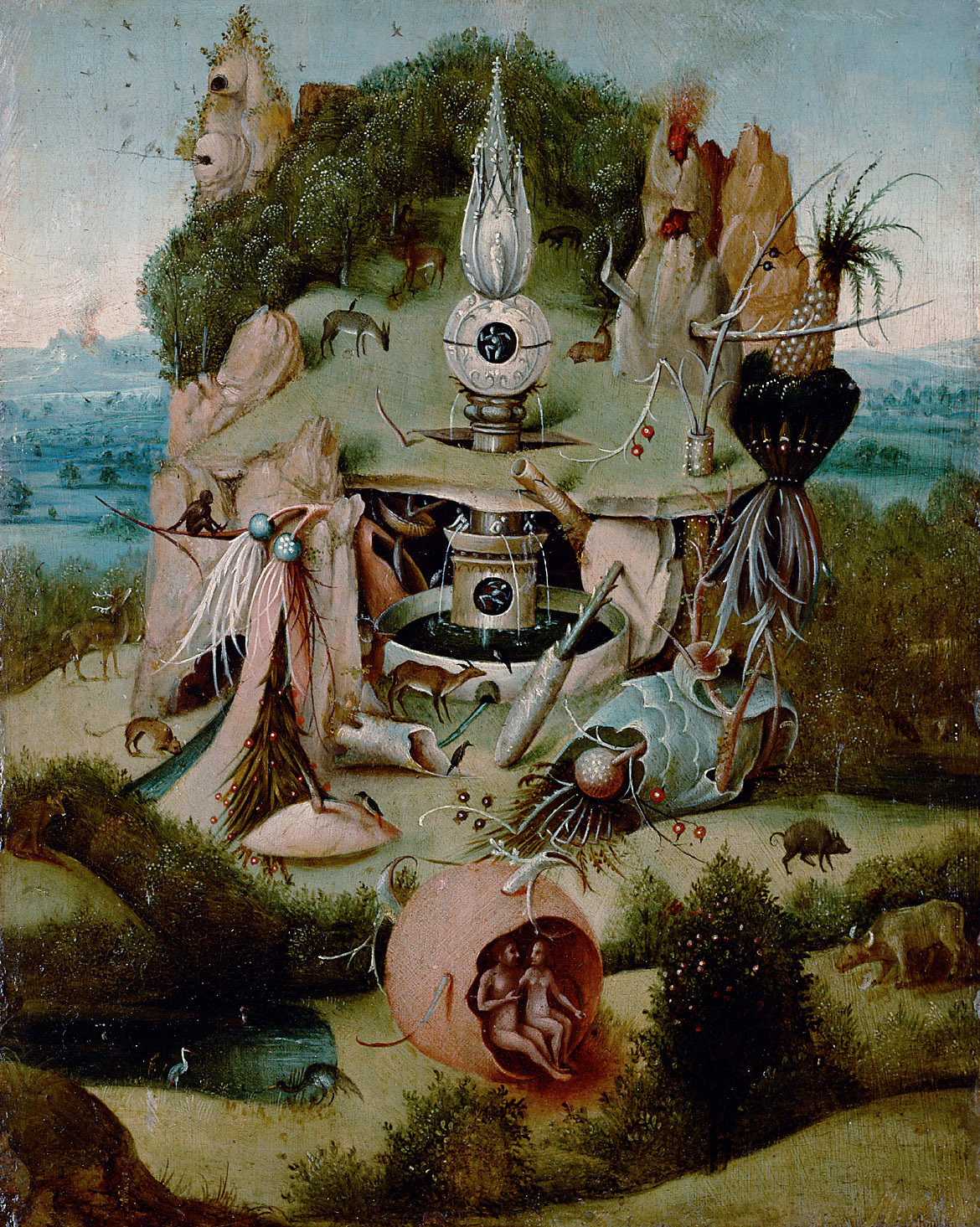
Navolger van Jheronimus Bosch. Het Paradijs. Ca. 1520. Wenen, Kunsthistorisches Museum.

De voorstelling is ontleend aan het linker binnenluik van de Tuin der lusten van Jheronimus Bosch. Ook hier is een hoge en rijkversierde paradijsbron afgebeeld met daarvoor de schepping van Eva. Verder houdt het schilderij in Chicago verband met een schilderij van een navolger van Bosch in het Kunsthistorisches Museum in Wenen.

## Toeschrijving
Het werk werd door Bosch-auteur Max Friedländer toegeschreven aan Bosch. Tegenwoordig wordt het gezien als een werk uit het atelier van deze schilder.

## Herkomst
De Tuin van Eden werd voor het eerst gesignaleerd tijdens de verkoping van de verzameling van Max Bondi, die van 9 tot 10 december 1929 plaatsvond bij Galleria Lurati in Milaan. Volgens een foto in het Friedländer-archief in het Rijksbureau voor Kunsthistorische Documentatie in Den Haag was het in januari 1936 in het bezit van een zekere K. Postma in het Carlton Hotel in Amsterdam. In december van dat jaar werd het gekocht door kunsthandel P. de Boer, eveneens in Amsterdam. Deze verkocht het aan J.B. Neumann Gallery in New York, die het dezelfde maand verkocht aan het Art Institute of Chicago.

## Tentoonstellingen
De Tuin van Eden maakte deel uit van de volgende tentoonstellingen:
- Jeroen Bosch. Noord-Nederlandsche Primitieven, 10 juli-15 oktober 1936, Museum Boymans, Rotterdam.
- The Worcester-Philadelphia exhibition of Flemish Painting, 23 februari-12 maart 1939, Worcester Art Museum, Worcester (Massachusetts).
- The Worcester-Philadelphia exhibition of Flemish Painting, 1939, Philadelphia Museum of Art, Philadelphia.
- Masterpiece of the Month, november 1942, Art Institute of Chicago, Chicago.
- Landscape. An Exhibition of Paintings, 1945–1946, Brooklyn Museum.
- Holbein and His Contemporaries, 1950, John Herron Art Museum, Indianapolis.
- The Artist Looks at the Landscape, 1974, Art Institute of Chicago, Chicago.
- Museo Nacional Del Prado, 2013, Madrid, Spanje